# شهرستان کراشنگک
شهرستان کراشنگک (به لهستانی: Powiat Kraśnik) یک شهرستان در لهستان است که در استان لوبلین واقع شده‌است. شهرستان کراشنگک ۱٬۰۰۵٫۳۴ کیلومتر مربع مساحت و ۹۹٬۷۷۰ نفر جمعیت دارد.